# 大角金龜屬
大角金龜（学名：Goliathus）是金龜子科花金龜亞科下轄的一屬。英文名Goliath beetle來自於聖經裡的巨人歌利亞。
大角金龜分佈於非洲的熱帶雨林。雄性幼蟲的體重能到達100公克，而雌性幼蟲的體重約只有雄性幼蟲的一半，完全變態成成蟲後重量約減輕一半。雄性成蟲的體長約5-9公分，強壯的個體可能到達10公分以上，雌性成蟲體長則約4-8公分，是除了兜蟲亞科的大型種以外世界上最大的金龜子。

## 生態
大角金龜是完全變態昆蟲，幼蟲孵化後以腐植質為食，但是在轉三齡蟲後幼蟲會有肉食性的傾向，是金龜子科幼蟲中少數會追求高蛋白飲食的種類。 他們的幼蟲期約6個月到1年，幼蟲較其他金龜子科懼怕寒冷，在溫度低於24攝氏度時會減緩活力，溫度低於20攝氏度時可能會導致死亡，適合大角金龜幼蟲活動的溫度約是28攝氏度。在非洲原產地會在旱季的時候，以泥土做出堅硬的繭來保護自己並化蛹，在雨季的時候羽化並完成蟄伏破繭而出。成蟲以樹汁還有水果為食，在人工飼養下成蟲的壽命可達1年。成蟲為日行性昆蟲，與花金龜亞科其他成員一樣，是擅長飛行的種類。

## 飼養
大角金龜屬的幼蟲是極難培育的品種，除了幼蟲的宜居溫度需要管控之外，還需要高頻率的供給高蛋白飼料，並且避免高蛋白飼料引來其他食腐者對幼蟲造成傷害。此外，幼蟲對化蛹環境的選擇也非常嚴苛，許多飼育者都是在化蛹的階段折損幼蟲，直到台灣的昆蟲收藏家賴廷奇發覺幼蟲作繭的介質是高黏性的泥土而非腐植土，才使大量的幼蟲能成功羽化。大角金龜屬羽化後的蟄伏期特別長，一般在六個月甚至超過六個月，這也是飼育者較難管裡的部分。

## 下轄種與亞種
大角花金龜屬有6個種，以及下轄的其他亞種。
- Goliathus albosignatus Boheman, 1857[5]
- Goliathus cacicus (Olivier, 1789)[6]
- 大王花金龜 (Linnaeus, 1771)[7]
- Goliathus kolbei (Kraatz, 1895)[8]
- 白紋大角花金龜 Moser, 1909[9]
- 帝王大角金龜 Klug, 1835

## 外部連結
- Goliathus - The African Goliath Beetles（页面存档备份，存于）
- Goliathus Breeding Manual （页面存档备份，存于）
- Photos of Goliathus albosignatus（页面存档备份，存于）
- Photos of Goliathus cacicus（页面存档备份，存于）
- Photos of Goliathus goliathus（页面存档备份，存于）
- Photos of Goliathus orientalis（页面存档备份，存于）
- Goliath beetles